# Hemispondylium
Hemispondylium, (l.mn. hemispondylia) − część ciała ramienionogów z rodziny Thecideidae.
Hemispodylium stanowi jedną z dwóch małych płytek przyczepionych do medium septum (przegrody środkowej). Nie jest ono przyczepione do dna skorupki ani do bocznych ścian. Służy ono za punkt przyczepu jednego z mięśni − środkowego zwieracza (adduktora).